# Journal of Autism and Developmental Disorders
Le Journal of Autism and Developmental Disorders est une revue médicale évaluée par les pairs, et consacrée à l'ensemble des aspects liés aux troubles du spectre de l'autisme ainsi qu'aux autres troubles développementaux. Lors de sa création, en 1971, elle s'intitulait Journal of Autism and Childhood Schizophrenia. Elle est éditée par Springer Science+Business Media. Le rédacteur en chef actuel est Fred R. Volkmar, de l'Université Yale.

## Précédents rédacteurs en chef
Les personnes suivantes ont été rédacteurs en chef du Journal of Autism and Developmental Disorders :
- Leo Kanner (Johns Hopkins University School of Medicine, 1971-1974) ;
- Eric Schopler (University of North Carolina School of Medicine, 1974-1997) ;
- Michael Rutter (Institute of Psychiatry, King's College de Londres, 1974-1994) ;
- Gary B. Mesibov (University of North Carolina School of Medicine, 1997-2007).